# Pseudomaevia insulana aorai
Pseudomaevia insulana là một phân loài nhện trong họ Salticidae.
Loài này thuộc chi Pseudomaevia. Pseudomaevia insulana aorai được Lucien Berland miêu tả năm 1942.